# Mitú
Mitú – miasto w departamencie Vaupés w Kolumbii; położone nad brzegiem rzeki Río Vaupés. W Mitú, podobnie jak w całym departamencie Vaupés, brakuje asflatowych dróg. Łączność z pozostałą częścią kraju możliwa jest wyłącznie drogą lotniczą lub rzeczną.

## Historia
3 listopada 1998 roku miasto zaatakował oddział rebeliantów z FARC. Rebelianci zostali odparci przez siły rządowe po trzech dniach walk. W starciach zginęło 840-860 osób.